# Alan Bean
Alan LaVern Bean (Wheeler, 15 de março de 1932 – Houston, 26 de maio de 2018) foi um astronauta norte-americano, integrante da missão Apollo 12 e o quarto homem a pisar na Lua.
Nascido no Texas, doutor em ciências e ex-piloto de caças, foi selecionado em 1963 para o grupo de astronautas da NASA e em seu primeiro vôo espacial, seis anos depois,  assumiu o posto de piloto do Módulo Lunar Intrepid na missão Apollo 12, a segunda a pousar na Lua, na área chamada de Oceano das Tormentas, em 19 de novembro de 1969.
De julho a setembro de 1973 ele comandou a missão Skylab 3, a segunda equipe do laboratório espacial Skylab, junto com os astronautas Jack Lousma e Owen Garriott, passando um total de treze horas trabalhando fora da nave, durante a missão de 59 dias em órbita.
Em 1981, depois de quase vinte anos na NASA, Bean encerrou sua carreira e tornou-se pintor, ficando rico com seus quadros, que mostram, segundo ele, imagens nunca vistas pessoalmente por outros artistas, baseadas em tudo que pode ver e sentir durante seus anos de astronauta e suas experiências na Lua e no espaço.
Em setembro de 2016, aos 84 anos, ele inaugurou uma estátua criada em sua homenagem em sua cidade natal, em frente ao Wheeler Historical Museum.

## Morte
Alan Bean morreu aos 86 anos de idade em 26 de maio de 2018. Sua morte seguiu de uma repentina doença durante uma viagem em Fort Wayne, Indiana, duas semanas antes.